# Верболозний провулок
Верболо́зний прову́лок — провулок у Подільському районі міста Києва, місцевість Куренівка. Пролягає від Петропавлівської до Верболозної вулиці.

## Історія
Провулок виник у 40-х роках XX століття під назвою 445-а Нова вулиця і спершу становив єдину вулицю з Верболозною вулицею. Сучасна назва — з 1950-х років.